# Эгле, королева ужей

Скульптура «Эгле — королева ужей» в Паланге

«Эгле, королева ужей» (лит. Eglė žalčių karalienė) — литовская народная сказка, считающаяся одной из самых старинных в литовском и балтийском фольклоре. Насчитывается более сотни различных версий сказки, интерес к которой проявляется литовскими и зарубежными исследователями индоевропейской мифологии. По мнению Гинтараса Бересневичюса, эту сказку можно расценивать и как литовское сказание о происхождении балтийских богов. Имя «Эгле» достаточно популярно в Литве и в переводе с литовского означает «ель», а имя «Жальтис» или «Жилвинас» (лит. Žilvinas) в переводе с литовского означает «уж», хотя, возможно, речь в сказке идёт о выдуманном морском змее.

## Содержание
Сюжет может быть разделён на несколько частей, каждая из которых имеет отсылки к другим сказкам и легендам, но их сочетание в целом уникальное.
Девушка по имени Эгле обнаруживает после купания в своих одеждах ужа (на самом деле это молодой Водяной), который просит Эгле выйти за него замуж. Сёстры вынуждают Эгле согласиться, и через три дня ужи от имени царя озёрных вод приходят за невестой. Родители по очереди выдают им гусыню, овцу и корову как невесту, но кукушка каждый раз раскрывает обман. Только на четвёртый раз Эгле соглашается уйти с ужами в озеро, но вместо змея встречает прекрасного человека по имени Жальтис (Жилвинас) и соглашается стать его женой.
Спустя некоторое время Эгле и Жальтис воспитывают трёх (по другой версии — четырёх) детей — сыновей и дочку. Эгле хочет вернуться домой, но муж возражает. Чтобы вернуться домой, Эгле должна спрясть золотую кудель, сносить пару железных башмаков и выпечь пирог в решете. Нянюшка помогает Эгле всё сделать, и Жальтис отпускает жену с детьми к родителям. Перед расставанием Жальтис рассказывает как вызвать его на берег и сообщает, что если в этот момент он будет жив, то на воде появится морская пена, если мёртв — то вода станет красной от крови. Братья требуют от Эгле остаться дома, но безуспешно, после чего решают убить Жальтиса. Они пытают сыновей, чтобы узнать, как призвать отца, но те не выдают. Только запуганная дочь рассказывает. Братья вызывают Жальтиса и убивают его косами.
Вскоре Эгле узнаёт о случившемся и в наказание за предательство превращает себя и детей в деревья: сыновья превращаются в дуб и ясень (в других вариантах — берёзу), которые не колышутся под ветром. Дочь обращается дрожащей осиной, а сама Эгле — елью. Слёзы Эгле, падающие в море, становятся янтарём.

## В культуре

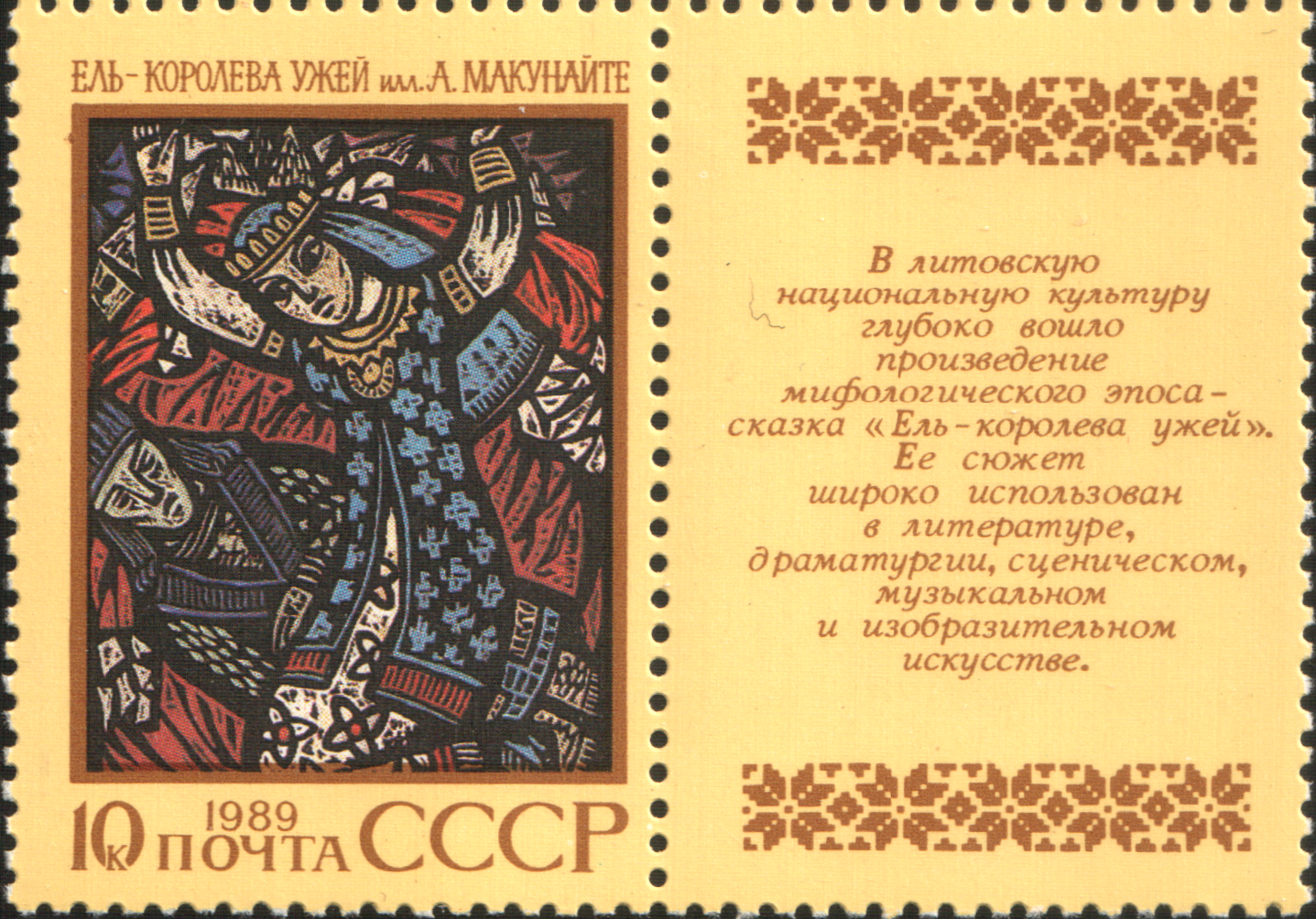
Почтовая марка СССР 1989 года

- Сказку впервые опубликовал М. Ясевич в 1837 году.
- Поэму-сказку «Эгле — королева ужей» в 1940 году написала Саломея Нерис.
- В 1960 году в Ботаническом парке Паланги была установлена бронзовая скульптура «Эгле — королева ужей», автор — Робертас Антинис, который за это и другие произведения в 1969 году был удостоен Государственной премии Литовской ССР[1].
- В 1960 году в литовских театрах был поставлен балет «Эгле — королева ужей» Эдуардаса Бальсиса.
- В СССР фильм-сказка был снят дважды:
  - в 1965 году под названием «Эгле - королева ужей» (режиссёры В. Гривицкас, А. Моцкус) — экранизация балета Эдуардаса Бальсиса;
  - в 1981 году под названием «Эгле» (режиссёр — Я. З. Янулявичюте) — по мотивам поэмы-сказки Саломеи Нерис.
- В 2003 году в Литве на Литовской киностудии была снят мультфильм «Эгле — королева ужей» (режиссёры А. Селенис, А. Селенене).
- В 2018 году 1 июля в Вильнюсе была поставлена рок-опера «Эгле».